# Sellaronda

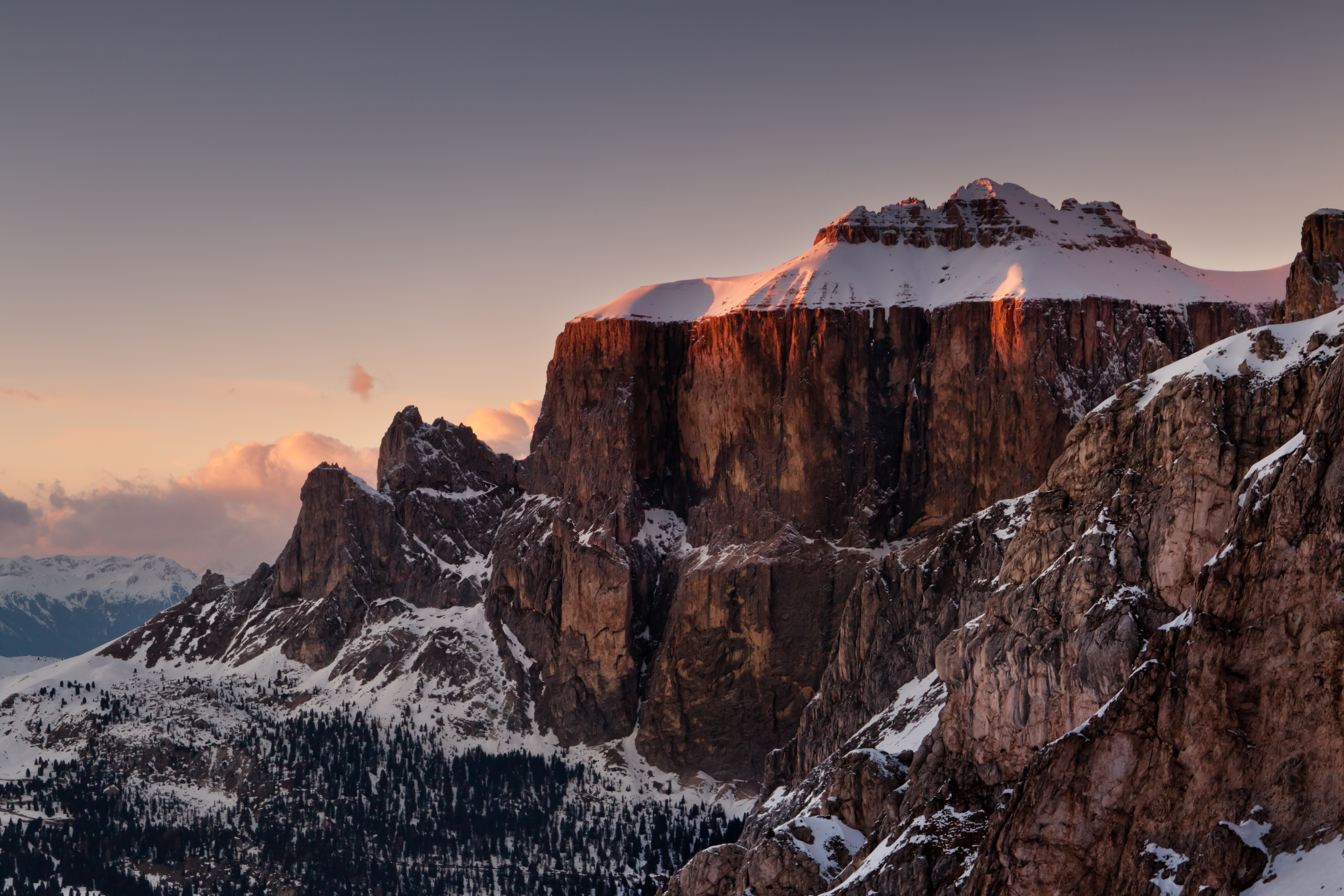
Sellamassivet

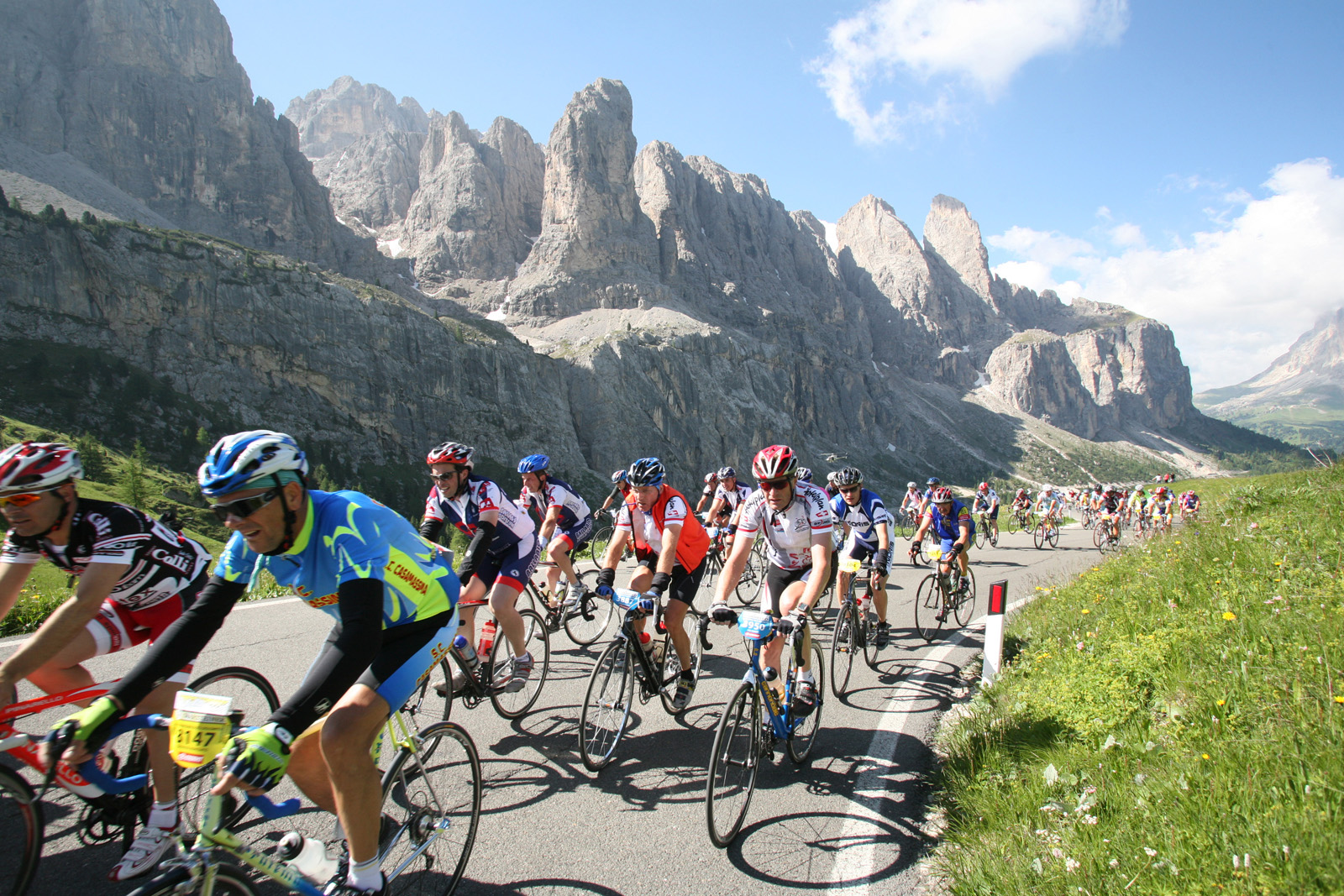
Maratona dles Dolomites

Sellaronda är en skidtur omkring Sellamassivet.
Sellamassivet ligger mellan de fyra ladinska dalarna Val Badia, Gherdëina (Val Gardena), Fasciadalen, och Fodom och delas mellan provinserna Sydtyrolen, Trentino och Belluno. Den kan köras med bil genom att korsa Campolongopasset, Pordoipasset, Sellapasset, och Gardenapasset. Vintertid är det möjligt att åka skidor runt massivet med ett nät av liftar och pister som utgör 26 km nedfarter och 40 km inklusive liftar. Varje vinter går också längdskidloppet Sellaronda Skimarathon som går runt hela massivet och uppgår till 42 km spår. Rundan kan cyklas med mountainbike sommartid vilket blir en sträcka på 55 km.